# PC World
PC World (geschreven als PCWorld) is een Amerikaans computertijdschrift dat uitgegeven wordt door IDG. Van maart 1983 tot augustus 2013 verscheen er maandelijks een gedrukte versie. Sinds september 2013 is het tijdschrift uitsluitend online beschikbaar.

## Geschiedenis
PC World werd aangekondigd op COMDEX in november 1982, het eerste nummer werd gepubliceerd in maart 1983. Het tijdschrift werd opgericht door David Bunnell en Cheryl Woodard, de eerste hoofdredacteur was Andrew Fluegelman. De huidige hoofdredacteur is Jon Phillips, voorheen van Wired. In augustus 2012 verving hij Steve Fox, die sinds de uitgave van het nummer van december 2008 hoofdredacteur was. Fox verving de ervaren Harry McCracken die dat voorjaar stopte als hoofdredacteur van het tijdschrift, na een woelige periode van onslag geven en weer aangenomen worden wegens problemen met de redactionele onafhankelijkheid in 2007.
Het tijdschrift biedt informatie en advies over verschillende aspecten van pc's en gerelateerde onderwerpen, internet en andere consumentenelectronica en -diensten. In elke publicatie beoordeelt en test PC World hardware- en softwareproducten van verschillende fabrikanten, evenals andere apparaten zoals foto- en videocamera's, audioapparatuur en televisies.
In februari 1999 bereike PC World een recordaantal van 1.000.453 betalende abonnementen. Destijds was het het eerste en enige maandelijkse computertijdschrift dat dergelijke aantallen bereikte. In 2006 was PC World met een oplage van iets meer dan 750.000 exemplaren het computertijdschrift met de grootste oplage ter wereld.
Op 10 juli 2013 kondigde IDG aan dat na 30 jaargangen het nummer van augustus 2013 de laatste gedrukte versie van PC World zou worden en dat het tijdschrift alleen als online-publicatie zou blijven bestaan.
In december 2024 breidde PCWorld zijn focus uit naar de bredere markt van consumententechnologie door de formele banden aan te halen met zustersite TechHive, die sinds 2017 aandacht besteedde aan zaken als domotica en videostreaming.

## Internationale publicaties
De originele versie van PC World is gevestigd in San Francisco en wordt uitgegeven in de Verenigde Staten. Het tijdschrift is echter ook verkrijgbaar in veel andere landen, soms onder een andere naam:
- PC World in Albanië, Australië, Bangladesh, Bulgarije, Brazilië, Denemarken, Griekenland, India (vanaf juli 2006), Kosovo, Nieuw-Zeeland, Noorwegen, de Filipijnen, Polen, Spanje, Roemenië, Rusland, Turkije, Vietnam en Ecuador
- PC Advisor in Ierland en het Verenigd Koninkrijk, waarvan de publicatie in 2017 werd stopgezet
- PC Welt in Duitsland
- PCW in Hongarije
- Info Komputer in Indonesië
- Kompiuterija in Litouwen
- Thế Giới Vi Tính in Vietnam (ook wel PC World Vietnam genoemd)